# Arturo Onofri

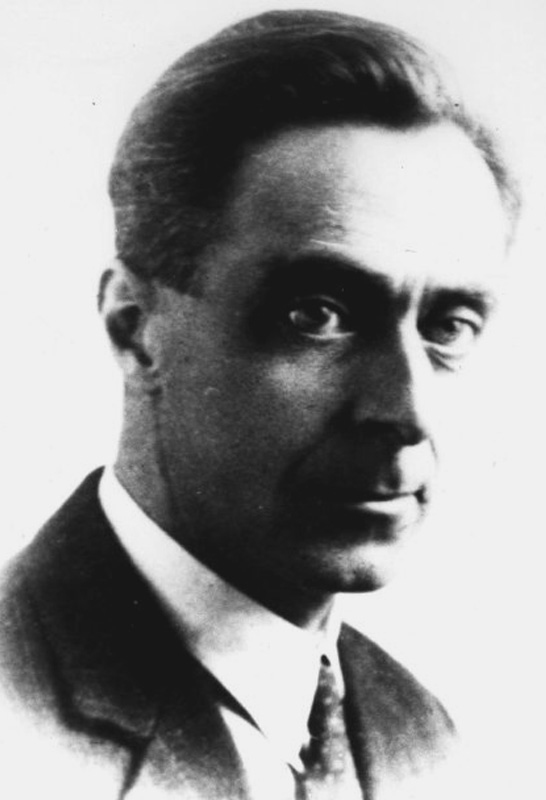
Arturo Onofri.

Arturo Onofri, född den 15 september 1885 i Rom, död där den 25 december 1928, var en italiensk författare.
Onofrio uppsatte 1912 tidskriften Lirica, som blev det främsta organet för de unga (Baldini, Cardarelli, Rosso di San Secondo med flera). Av hans verk kan nämnas Liriche (1907 och 1914), Poemi tragici (1908), Canti delle oasi (1909), Prometeo (1911), Disamore (1912), Orchestrine (1917) och Arioso (1921).